# 激次元組合 戰機少女VS殭屍軍團
《激次元組合 戰機少女VS殭屍軍團》（又译作）為Idea Factory和Compile Heart，Tamsoft於2015年10月15日所開發的PlayStation Vita用動作角色扮演遊戲。人物設計及原畫继续由插畫家Tsunako擔任。是为海王星系列的外传并为本系列第二部動作角色扮演遊戲。
在以下項目中，有出現許多與真實世界的企業名稱和遊戲名稱相同的名詞，在以下項目會另做遊戲中登場各名詞的說明。

## 登場人物

### 主題曲
片頭曲

作詞：上田起士、松田純一，作曲、編曲：松田純一，主唱：IDOL COLLEGE
片尾曲
「BEFUNYOUANDQN」
作詞：花衣，作曲、編曲：木之下慶行，主唱：IDOL COLLEGE

## 游戏评价
| 汇总媒体     | 得分   |
| ------------ | ------ |
| GameRankings | 63.35% |
| Metacritic   | 61/100 |

| 媒体 | 得分 |
| ---- | ---- |
| IGN  | 4/10 |

激次元組合 戰機少女VS殭屍軍團获得一些混合评价。

## 外部連結
- 激次元組合 戰機少女VS殭屍軍團日本官方網站 （页面存档备份，存于）（日語）
- 激次元組合 戰機少女VS殭屍軍團欧美官方網站 （页面存档备份，存于）（英文）
- 激次元組合 戰機少女VS殭屍軍團Steam页面 （页面存档备份，存于）